# بسمة حسن
بسمة أحمد سيد حسن (7 ديسمبر 1976 -)، ممثلة ومذيعة مصرية.

## حياتها
ولدت في القاهرة لأب مصري يعمل بالصحافة وأم مصرية تعمل في مجال الدفاع عن حقوق المرأة، أما جدها لأمها فهو السياسي يوسف درويش مؤسس الحزب الشيوعي المصري.
أتمت دراستها الثانوية في «مدرسة الليسيه الفرنسية»، تخرجت في كلية الآداب قسم اللغة الإنجليزية عملت كمذيعة في قناة النيل للمنوعات ثم قنوات دريم، ثم إتجهت للعمل بالتمثيل وكان أول أفلامها المدينة حيث اختارها المخرج يسري نصر الله للمشاركة في الفيلم.

### حياتها الأسرية
في 15 فبراير 2012 أعلن زواجها من الباحث والكاتب عمرو حمزاوي.

## أعمالها

### أفلام
- 2000: المدينة
- 2000: الناظر
- 2001: شرم برم
- 2002: كذلك في الزمالك
- 2002: النعامة والطاووس
- 2003: من نظرة عين
- 2005: ليلة سقوط بغداد
- 2005: حريم كريم
- 2006: واحد من الناس
- 2006: لعبة الحب
- 2007: كشف حساب
- 2007: مرجان أحمد مرجان
- 2008: زي النهاردة
- 2008: مفيش فايدة
- 2009: صياد اليمام
- 2010: رسائل البحر
- 2010: المسافر
- 2011: واحد صحيح
- 2017: شيخ جاكسون
- 2018: ليل/ خارجي
- 2019: بعلم الوصول
- 2020: رأس السنة

### مسلسلات
- 1996: حكايات مستر أيوب ومسز عنايات
- 1996: قطار الذكريات
- 2001: الرقص على سلالم متحركة
- 2002: أميرة في عابدين
- 2002: انظر حولك وابتسم
- 2003: حكايات زوج معاصر
- 2003: تعالى نحلم ببكره
- 2003: أمس لا يموت
- 2004: رمال
- 2008: العيادة
- 2009: خاص جدا (ضيفة شرف)
- 2009: العيادة ج2
- 2010: قصة حب
- 2013: الداعية
- 2015: إستيفا
- 2017: نصيبي وقسمتك 2
- 2018: اختفاء
- 2020: شاهد عيان
- 2023: وبينا ميعاد
- 2023: حضرة العمدة

## وصلات خارجية
- بسمة على موقع IMDb (الإنجليزية)
- بسمة على موقع قاعدة بيانات الأفلام العربية
- بسمة على موقع أول موفي (الإنجليزية)
- بسمة على موقع قاعدة بيانات الفيلم (الإنجليزية)
- بسمة على موقع ليتربوكسد (الإنجليزية)
- بسمة على موقع كينوبويسك (الروسية)